# Bahus
Le Bahus est un affluent gauche de l'Adour, entre Lourden et Gabas, dans le Tursan (Landes).

## Géographie
Le Bahus prend source à Claracq (Pyrénées-Atlantiques), alimente l'étang de Miramont-Sensacq, puis s'écoule vers le nord-ouest dans un mouvement parallèle au Gabas.
Il conflue dans l'Adour en amont de Saint-Sever. Sa longueur est de 48 km.

## Départements et communes traversés
- Pyrénées-Atlantiques : Claracq, Boueilh-Boueilho-Lasque.
- Landes : Bahus-Soubiran, Eugénie-les-Bains, Montgaillard, Montsoué.

## Principaux affluents
- (G) le Baziou, à Buanes